# John R. Leonetti
John Robert Leonetti (4 de julio de 1956) es un director de fotografía y director de cine estadounidense. Es más conocido por su trabajo en colaboración con el director James Wan, para el que ha trabajado como director de fotografía en cinco películas.
Leonetti comenzó su carrera como un adolescente trabajando para la tienda de cámaras fotográficas de su familia, negocio que fue iniciado por su padre, Frank Leonetti, conocido por su trabajo como iluminista en películas como El mago de Oz y Cantando bajo la lluvia.

## Filmografía

### Cine
| Año  | Título                      | Rol                    | Rol      |
| Año  | Título                      | Director de fotografía | Director |
| ---- | --------------------------- | ---------------------- | -------- |
| 1991 | Child's Play 3              | Sí                     |          |
| 1993 | Hot Shots! Part Deux        | Sí                     |          |
| 1994 | La máscara                  | Sí                     |          |
| 1995 | Mortal Kombat               | Sí                     |          |
| 1996 | Espía como puedas           | Sí                     |          |
| 1997 | Mortal Kombat: Aniquilación |                        | Sí       |
| 1999 | Detroit Rock City           | Sí                     |          |
| 2001 | Joe Dirt                    | Sí                     |          |
| 2002 | El rey Escorpión            | Sí                     |          |
| 2003 | Honey                       | Sí                     |          |
| 2004 | Raise Your Voice            | Sí                     |          |
| 2005 | The Perfect Man             | Sí                     |          |
| 2006 | The Woods                   | Sí                     |          |
| 2006 | El efecto mariposa 2        |                        | Sí       |
| 2007 | Dead Silence                | Sí                     |          |
| 2007 | Sé quién me mató            | Sí                     |          |
| 2007 | Death Sentence              | Sí                     |          |
| 2010 | Ca$h                        | Sí                     |          |
| 2010 | Piranha 3D                  | Sí                     |          |
| 2010 | Súper Híbrido               | Sí                     |          |
| 2011 | Insidious                   | Sí                     |          |
| 2011 | Soul Surfer                 | Sí                     |          |
| 2013 | The Conjuring               | Sí                     |          |
| 2013 | Insidious: Chapter 2        | Sí                     |          |
| 2014 | Annabelle                   |                        | Sí       |
| 2016 | Wolves at the Door          |                        | Sí       |
| 2017 | Wish Upon                   |                        | Sí       |